# Marco Celio Rufo
Marco Celio Rufo (en latín, Marcus Caelius Rufus; Puteoli, 82 a. C. - 48 a. C.) fue un caballero y político romano, miembro de una familia plebeya.

## Vida
Hijo de un banquero de Puteoli, fue condiscípulo y amigo de Craso y Cicerón. Se unió a Catilina durante algún tiempo en 63 a. C. Su primer éxito fue el proceso por corrupción contra Cayo Antonio Híbrida (59 a. C.). Híbrida había sido el colega consular de Cicerón en 63 a. C., y su condena afectó negativamente al orador. Un año después fue exiliado, en buena medida gracias a los esfuerzos de su enemigo Publio Clodio Pulcro. 
Cicerón volvió del exilio en 57 a. C. con la ayuda de su aliado el tribuno de la plebe Tito Anio Milón. Por aquel entonces Celio sustituyó al poeta Catulo como amante de Clodia (la célebre Lesbia), hermana de Publio Clodio. Celio fue acusado de asesinar a un embajador en 56 a. C., y exitosamente defendido por Craso. Ese mismo año Clodia le acusó de intentar envenenarla, siendo en esta ocasión Cicerón quien se encargó de su defensa, logrando su absolución; su discurso se ha conservado hasta nuestros días.
Destacado orador, desempeñó el tribunado de la plebe (52 a. C.) y la edilidad (50 a. C.; en este período escribió una serie de cartas a Marco Tulio (entonces procónsul) llenas de información e ingenio, algunas de las cuales se han conservado en la correspondencia de Cicerón.
En la segunda guerra civil se alineó con Cayo Julio César, siendo nombrado pretor peregrino en 48 a. C. Por sus intereses y conexiones con el mundo bancario fue uno de los máximos oponentes a la ley de César sobre las deudas.
Ausente el dictador, proclamó un decreto de condonación general, recurriendo incluso a la violencia para aplicarlo. El cónsul Publio Servilio Vatia Isáurico logró que el Senado lo depusiera. Celio huyó de Roma y se unió a Tito Anio Milón para organizar movimientos anticesarianos en Italia, pero ese mismo año ambos fueron vencidos por separado y muertos.